# Gazeta Powiatowa-Wiadomości Oławskie
Gazeta Powiatowa - Wiadomości Oławskie – pierwszy niezależny tygodnik powiatu oławskiego wydawany od 1990 roku.

## Historia
„Gazeta Powiatowa - Wiadomości Oławskie” to pierwszy w niepodległej Polsce niezależny tygodnik powiatu oławskiego. Początek bierze z biuletynów oławskiego „Komitetu Obywatelskiego Solidarność”, wydawanych w czasie kampanii wyborczej podczas pierwszych wolnych wyborów samorządowych. „Wiadomości Oławskie” już nie w formie ulotki wyborczej Komitetu Obywatelskiego, ale gazety w regularnej sprzedaży na terenie miasta, ukazały się 15 listopada 1990 roku w nakładzie 2000 egz. Wydawcą był Miejski Ośrodek Kultury w Oławie, a w zespole redagującym znaleźli się m.in. Edward Bykowski, Jerzy Kamiński, Antoni Markiewicz, Bogusława Notz i Krzysztof Trybulski. Gazeta ukazywała się początkowo tylko na terenie miasta Oława - wkrótce jednak można ją było kupić także w okolicznych gminach (Jelcz-Laskowice, gmina wiejska Oława, Domaniów). Od numeru trzeciego redaktorem naczelnym gazety formalnie został Jerzy Kamiński. 
W grudniu 1991 „Wiadomości Oławskie” zostały sprywatyzowane - wydawcą została spółka JOT Jerzego Kamińskiego i Bogusława Szymańskiego, a gazeta przekształciła się w dwutygodnik. W styczniu 1995 roku stały się tygodnikiem. W styczniu 1999 roku, wraz z ponownym pojawieniem się powiatów, gazeta przyjęła tytuł „Gazeta Powiatowa - Wiadomości Oławskie”, z którym osiąga szczyt nakładu (10 tys. egz.), organizując własny kolportaż do około 200 punktów sprzedaży w powiecie oławskim. Od 2000 roku gazeta jest obecna także w internecie, gdzie stopniowo przechodzą dotychczasowi czytelnicy, początkowo jako lokalny portal Gazeta.Olawa.pl, obecnie TuOlawa.pl (w marcu 2023 ok. 200 tys. unikatowych użytkowników i ok. 350 tys. odsłon miesięcznie). Od 2009 roku wydawcą gazety jest RYZA Sp. z o.o. 
Gazeta miała wiele mutacji i dodatków, m.in. „Gazetę Cenową”, „Gazetę do Czytania”, „7 dni w Jelczu-Laskowicach” i Gazetę Rajdową”. Prowadzony jest własny fanpage i strona internetowa. 

## Inicjatywy
Redakcja jest inicjatorem wielu przedsięwzięć lokalnych, m.in. pomysłodawcą święta miejskiego, obchodzonego pod nazwą „Dni Koguta”. Z inicjatywy gazety odrestaurowano i postawiono w Rynku zabytkową figurę św. Nepomucena. Redakcja zebrała w 2000 roku około 2000 krótkich wpisów mieszkańców w formie „listów do przyszłych pokoleń”, które zamurowano w wieży ratuszowej jako kapsułę czasu przełomu tysiącleci.  
Na łamach gazety często jest obecna problematyka historyczna, m.in. publikowane są obszerne reportaże dotyczące historii powiatu oławskiego. Najciekawsze teksty wydawane są w serii pod wspólnym tytułem „INNI. Ludzie powiatu oławskiego”. Pierwszy tom z okazji 25-lecia gazety ukazał się w 2015 roku, kolejne wydano w latach 2017, 2020 i 2022. 
„Gazeta Powiatowa - Wiadomości Oławskie” jest współtwórcą i członkiem ogólnopolskiego Stowarzyszenia Gazet Lokalnych, a Jerzy Kamiński był członkiem Rady Wydawców SGL w latach 2014- 2018. Gazeta jest członkiem krajowego porozumienia reklamowego „Tygodnik Lokalny”. Jest także współtwórcą i członkiem Stowarzyszenia Dolnośląskie Media Lokalne (od 2016). 

## Redakcja
Redaktor Naczelny Jerzy Kamiński przez wiele lat dzielił się swoimi doświadczeniami dziennikarza gazety lokalnej w wielu krajach postradzieckich - Azerbejdżan, Mołdawia, Ukraina, Tadżykistan, Kirgistan, Białoruś, a „Gazeta Powiatowa - Wiadomości Oławskie” wiele razy gościła na stażach dziennikarzy z tych krajów. W 2020 roku, po 30 latach, Jerzy Kamiński przekazał stanowisko redaktora naczelnego Kamilowi Tysie.

## Nagrody
- 1992 - wyróżnienie dla „Wiadomości Oławskich” w I Ogólnopolskim Konkursie dla Niezależnej Prasy Lokalnej, organizowanego przez Instytut na rzecz Demokracji w Europie Wschodniej (IDEE).
- 1994 - pierwsze miejsce w konkursie „Prasa Lokalna - Demokracja Lokalna - Samorząd”, organizowanym przez Krajowy Sejmik Samorządu Terytorialnego, Stowarzyszenie Prasy Lokalnej, Fundację Batorego i Krajowy Instytut Badań Samorządowych w kategorii dwutygodników oraz nagroda pierwszego stopnia w III Konkursie dla Niezależnej Prasy Lokalnej (IDEE).
- 1996 - I nagroda w konkursie Krajowego Sejmiku Samorządowego „Nasz udział w nowoczesności” w kategorii tygodników.
- 2000 - tytuł „Gazety Dziesięciolecia” w V Konkursie dla Niezależnej Prasy Lokalnej (IDEE).
- 2008 - tytuł honorowy „Zasłużony dla miasta Oława.
- 2011 - I nagroda dla Moniki Gałuszki-Sucharskiej w konkursie LOCAL PRESS w kategorii edukacja oraz I nagroda dla Xawerego Piśniaka w konkursie "Filary Demokracji Lokalnej" ogłoszonego przez Kancelarię Prezydenta Rzeczypospolitej Polskiej.
- 2012 - Dolnośląski Klucz Sukcesu w kategorii najlepsza gazeta lokalna.
- 2014 - wyróżnienie w konkursie Izby Wydawców Prasy na Prasową Okładkę Roku GrandFront, tytuł Gazety Roku w ogólnopolskim konkursie LOCAL PRESS[10] oraz I nagroda dla Agnieszki Herby w konkursie LOCAL PRESS w kategorii wywiad i inne gatunki publicystyczne.
- 2017 - I nagroda dla „Gazety Powiatowej - Wiadomości Oławskie” w konkursie LOCAL PRESS kategorii dziennikarska akcja społeczna[11].
- 2019 - tytuł „Gazety Roku” w konkursie LOCAL PRESS oraz I nagroda dla Jerzego Kamińskiego w kategorii reportaż prasowy i w kategorii wywiad w konkursie LOCAL PRESS[12].

## Stałe działy
Jednym ze stałych działów gazety, oprócz informacji lokalnych, są "Listy do redakcji". Lesław Mazur jest pomysłodawcą działu "Twórzmy wspólnie fotograficzną historię Oławy", gdzie publikowane są archiwalne zdjęcia przedstawiające miasto. W gazecie regularnie drukowane są nekrologi, ogłoszenia drobne oraz informacje organów samorządowych. Ponadto występują działy "kronika policyjna", "rozmowy", "felietony", "lokalna historia", "kultura" i "sport". 